# Кольоризація
Кольоризація — будь-який процес, що змінює монохромне (чорно-біле або тоноване, наприклад, сепію) зображення на кольорове.

## Кольоризація в кіно
Перші приклади кольоризації фільмів припадають на початок ХХ століття, проте, широкого поширення вона набула значно пізніше, з розвитком комп'ютерних технологій.
Кольоризацію застосовують з різною метою, зокрема для створення спеціальних ефектів або для реставрації старих чорно-білих фільмів. Не всі сприймають цей метод позитивно, для деяких шанувальників старого кіно і мультиплікації кольоризація рівнозначна «культурному вандалізмові».

## Технологія
В кінці 1950-х і в 1960-х багато чорно-білих мультфільмів стали кольоровими завдяки кольоризації. Робота включала промальовування чорно-білих кадрів на нові келі, які потім розфарбовувалися. З удосконаленням комп'ютерних технологій робота спростилася: студії стали розфарбовувати фільми визначаючи колір кожного об'єкта в кадрі. Цей процес винайшли канадці Вільсон Маркль і Брайан Гант. Вперше його застосували в 1970 для кольоризації зйомок Місяця у програмі Аполлон.
Кольоризація за цією технологією починається з виготовлення монохромного фільму, бажано з оригінального негатива. З фільму роблять високоякісну відеокопію. Для кожного кадру формують колірну маску, в якій кольори можуть розподілятися, наприклад, у напрямку руху об'єкта або за рівнем сірого. Маска кожного кадру може слугувати основою для маски наступного кадру. Потім чорно-біла основа зливається з інформацією про колір, на виході маємо кольоризований фільм. Ця технологія була запатентована в 1991 році. При використанні описаної техніки виходили приглушені, неяскраві тони, однак, в наступні роки комп'ютерна технологія удосконалювалася, а отже багато фільмів, яким повернули колір, виглядають досить яскраво і природно.
Значною проблемою під час кольоризації є велика затрата праці. Так, для кожного кадру потрібен поділ на безліч зон, кожна з яких потім набуває певного кольору. Ця проблема не отримала свого часу адекватного автоматизованого рішення через відсутність алгоритмів, що дозволяють автоматично виділяти межі важливих областей за наявності розмитості або при значній складності, наприклад межі волосся і обличчя людини.
Деякі компанії, що працювали над вдосконаленням технології кольоризації, заявляли, що вони володіють алгоритмами для автоматичного виділення меж значущих областей. Компанія Legend Films у своїй технології використовує механізми розпізнавання форм і відтворення фону, які можуть переміщувати і змінювати форму масок від кадру до кадру. Задній план у них забарвлюється в окремому процесі, що враховує весь обсяг даних, щоб визначити пересування кінокамери. Після виділення і кольоризації фону починається звичніший процес накладання кольорових масок. Компанія Timebrush описує технологію з використанням нейронних мереж, що дозволяє безпомилково виділяти лінії об'єктів і використовувати насичені кольори. За їхніми словами, технологія економічна і може бути використана як для низькобюджетних кольоризацій, так і для великих проектів, результат яких призначений для прокату на широкому екрані.

## Часткова кольоризація
Спочатку кольоризацію чорно-білого кіно використовували для додавання візуальних ефектів. У перших фільмах Едісона, перш за все серії «Anabelle Butterfly Dance», кадри розфарбовували вручну аніліновими барвниками. Приблизно в 1905 році Пате запропонували технологію Патекольор (фр. Pathe-color), трафаретний процес, в якому для кожного кадру за допомогою пантографа вирізали скляні шаблони.
1916 року для фільму Жінка Джоан (Joan the Woman) винайдено кольоровий процес Хандшігель (Handschiegl Color Process). Одним з перших прикладів його використання став також фільм Привид опери (1925), в якому плащ привида забарвлений в яскраво-червоний колір, тоді як простір, що залишився в кадрі — монохромний.
Один з перших (можливо, перший) приклад застосування кольоризації в радянському кінематографі — фільм «Броненосець „Потьомкін“» (1925). У цьому фільмі в заключних кадрах на флагштоку броненосця піднімається прапор, Ейзенштейн розфарбував його вручну в червоний колір.

## Кольоризація в Росії
2009 року вперше були кольоризовані два радянські фільми — «Сімнадцять миттєвостей весни» та «В бій ідуть одні «старики»». Телеканал «Росія» під керівництвом заступника генерального директора Олександра Любімова кольоризував «Сімнадцять миттєвостей весни» і показав в ефірі телеканалу з 4 травня 2009 року.
Фільм «У бій ідуть одні „старики“» був кольоризований і відреставрований, військова хроніка у фільмі була очищена від подряпин і їй також надано колір. Плівку піддали спочатку механічному відновленню, потім відсканували у роздільній здатності 2К, на найдосконалішому сканері IMAGICA в лабораторії IVC в Бербанку, Каліфорнія. Технологія лінійного точкового сканування з 16-бітовою глибиною дозволила взяти максимальну кількість відтінків сірого й очистити плівку від 80 відсотків механічних пошкоджень і дефектів.
Режисер і генеральний продюсер проекту кольоризації — Ігор Лопатьонок. Під час кольоризації нічого не прибирали і не додавали. «Картина до кадра відповідає початковому матеріалу, — підкреслив І. Лопатьонок. — Я несу за це юридичну відповідальність». Спочатку режисер Леонід Биков хотів знімати фільм кольоровим, але йому не дали дефіцитну тоді кольорову плівку, яку давали тільки на соцреалістичні фільми. У роботі над кольоризацією фільму допомагала група консультантів, куди входили військові льотчики, фахівці з військово-історичних костюмів, фахівці з нагород, оператори, а також члени знімальної групи фільму.
Роботи організувала компанія Grading Dimension Pictures, що спеціалізується на застосуванні цифрових технологій у галузі створення нового медіа-контенту. Бюджет проекту — близько 500 тис. доларів (тобто близько 5,5 тис. доларів за хвилину фільму). Кольоризація проводилася на американській студії Legend Films і в Індії. При кольоризації постаралися відтворити кольори радянської плівки 1973 року. Специфічною складністю картини була велика кількість відтінків зеленого кольору (до 27 в одному кадрі). Крім того, довелося переробити 60 % вже готової роботи через невірне визначення кольору погонів льотчиків, коли з'ясувалося, що просвіти на погонах польової форми повинні бути не блакитні, а червоні — творці фільму брали повсякденну форму і вішали на них польові погони, а колір у них інший — «бордо».
Прем'єра кольорової версії фільму відбулася на Першому каналі (Росія) і телеканалі «Україна» 9 травня 2009 року на честь Дня Перемоги. Також фільм показали для ветеранів в одному з київських кінотеатрів.
Згідно з результатами моніторингу дослідницької компанії в галузі ЗМІ та реклами TNS, рейтинг кольорової версії фільму «У бій йдуть одні старики», що вийшов 9 травня 2009, опинився на 3,6 % вище і склав 11,9 % (частка — 37,8 %). Рейтинг же чорно-білої версії фільму, що його Перший канал показав 9 травня 2008, склав 8,3 % (частка — 27,1 %). 89 % телеглядачів позитивно оцінили кольоровий фільм. За індексом згадуваності в Російській блогосфері тема кольоризації вийшла на четверте місце.

## Виноски
1. ↑  Історія Кіно. About.com. Архів оригіналу за 24 лютого 2012. Процитовано 5 травня 2007. {{cite web}}: Cite має пустий невідомий параметр: |description= (довідка)
2. ↑  Канадське бюро патентів. Архів оригіналу за 31 жовтня 2001. Процитовано 5 травня 2007. {{cite web}}: Cite має пустий невідомий параметр: |description= (довідка)
3. ↑  Фильм «В бой идут одни „старики“» заиграл новыми красками. Благодаря современным компьютерным технологиям картину кольоризировали, то есть раскрасили, «Комсомольская правда», 30.04.2009.[недоступне посилання з квітня 2019]